# After a Plain Sweetness
After A Plain Sweetness è il secondo album dei Sundae Milk.

Il disco contiene 12 tracce ed è stato co-prodotto da quattro etichette nel 2006: L'italiana HEP records, l'anglo-americana Engineer records, la tedesca Strictly-Commercial records e la brasiliana Enemy One records.

## Tracce
1. The Sense Of Indifference
2. Gliders
3. Same Sick Defiance
4. End Of Distance
5. Climbing Up Microwaves
6. Like An Instinct
7. The Spiral's Confusion
8. Between Your Insolence
9. Myself's Limits
10. She Can't Find You Anymore
11. Sleep Without The Answers
12. Tomorrow Never Comes

## Formazione
- Andre/Áleksz - voce, chitarra
- Matth - batteria
- Paul "Flame" - basso